# Malattia di Whipple
La malattia di Whipple è una rara malattia descritta per la prima volta dal patologo George Whipple (Johns Hopkins Hospital, U.S.A.) nel 1907. Il quadro era quello di un malassorbimento severo. L'esame istologico rivelava presenza nei linfonodi (ingranditi, specie mesenterici), nel tratto intestinale e in altri tessuti, di macrofagi PAS +.

## Eziologia
Negli anni sessanta, con l'avvento della microscopia elettronica, fu dimostrato che i macrofagi PAS+ contenevano strutture bacillari (Bacillo di Whipple, un batterio molto difficile da coltivare) e fu avanzata l'ipotesi infettiva della malattia, quindi si propose la terapia antibiotica. Negli anni novanta, con tecniche biomolecolari basate sulla PCR (Reazione a catena della polimerasi, in inglese: Polymerase Chain Reaction), fu definitivamente dimostrata la presenza di bacilli Gram + del tipo Actinomiceti. Tale bacillo fu denominato Tropheryma whippelii. Nel 1997, il nuovo bacillo fu definitivamente isolato, caratterizzato e coltivato. Nel 2001 assunse la più corretta denominazione Tropheryma whipplei.

## Patogenesi
Benché ancora non perfettamente studiata sembra che vi sia una down-regolazione di IL12.

## Epidemiologia
È una malattia rara. Tra il 1907 e il 1990 sono stati descritti in letteratura 617 casi di malattia di Whipple. Presumibilmente la malattia è diffusa in tutte le etnie e le popolazioni, anche se la maggior parte dei casi riguarda la popolazione bianca e anglosassone (appare come più frequente nei paesi di livello socioeconomico più alto semplicemente perché lo standard sanitario più elevato ne rende più agevole la diagnosi). Più frequente negli uomini che nelle donne. Rarissima nei bambini.

## Manifestazioni cliniche
- Sintomi gastrointestinali (malassorbimento, perdita di peso, febbricola, linfoadenopatia), presenti nel 90% dei casi;
- Sintomi articolari (artralgia migrante), presenti nel 60% dei casi;
- Sintomi neurologici (demenza, oftalmoplegia, contrazioni cloniche della muscolatura facciale) nel 30-40% dei casi;
- Sintomi cardiaci (endocardite, pericardite) nel 10-20% dei casi.

Si tratta quindi di un'infezione batterica che o diventa sistemica, oppure ci sono delle tossine che vanno in circolo determinando diverse sintomatologie d'organo.
Ancora sconosciuta è la modalità del contagio. Non sono mai state descritte delle epidemie.

## Diagnosi
Come nella descrizione originale del 1907 la diagnosi si basa sul riscontro istologico di macrofagi PAS+, specie nella mucosa duodenale o in linfonodi ingrossati (più facile quando sono interessati linfonodi sottocutanei, più difficile nel caso di linfonodi profondi mal raggiungibili).
La conferma diagnostica è data: 
- dal riscontro - al microscopio elettronico - di strutture bacillari con una caratteristica parete trilamellare,
- dalla ricerca - mediante PCR di specifiche  sequenze di DNA, sia in tessuti sia nel liquido cefalorachidiano (nel sospetto di coinvolgimento del SNC).

## Trattamento
La terapia maggiormente utilizzata al momento è rappresentata da ceftriaxone o penicillina e.v. seguita da cotrimoxazolo orale per un anno. Terapie alternative: buoni risultati sono stati anche ottenuti con CAF (Cloramfenicolo), Claritromicina, Doxiciclina, Eritromicina, Penicillina + Streptomicina.
Nei casi di Whipple con sintomatologia neurologica è meglio cominciare il trattamento con Cotrimossazolo (che supera la barriera emato-encefalica) per via endovenosa, e passare alla somministrazione orale dopo alcune settimane. La durata del trattamento è compresa tra i 6 e i 12 mesi, con ripresa dell'antibiotico in caso di recidiva.
Il quadro istologico può migliorare, ma è difficile che regredisca del tutto. L'esame biomolecolare delle sequenze batteriche può invece mostrare l'assoluta scomparsa dal circolo e dai tessuti del DNA batterico. Il test della PCR è pertanto considerato ottimale non solo perché dà la certezza assoluta della diagnosi, ma anche per il monitoraggio del paziente e per decidere quanto a lungo continuare con il trattamento.
Un DNA scomparso dal circolo non vuol dire che la malattia non si ripresenti, quindi è possibile che il germe rimanga allo stato latente in alcuni linfonodi o nella mucosa duodenale e da qui si possa slatentizzare e dar luogo a nuove ondate di infezione.

## Conclusioni
- Malattia rara e insidiosa, nella quale è difficile porre la diagnosi principalmente perché non ci si pensa;
- Malattia per la quale esiste in teoria una cura (antibiotica), ma questa raramente riesce a eradicare l'infezione e a controllare tutti i sintomi;
- Possibile ereditarietà (sia orizzontale sia verticale) della malattia. Più che di ereditarietà è meglio parlare di aggregazione familiare forse dovuta a un background genetico comune o più probabilmente a un contagio tra padre e figlio, contagio però che non si verifica praticamente mai data la rarità di questa malattia.